# Ninjatitan zapatai
Ninjatitan zapatai — вид завроподних динозаврів, що існував у ранній крейді (140—134 млн років тому). Це найдавніший відомий титанозавр. Описаний у 2021 році. Викопні рештки динозавра знайдені у відкладеннях формації Бахада-Колорада в провінції Неукен в Аргентині.

## Етимологія
Назва роду поєднує в собі прізвисько аргентинського палеонтолога Себастьяна Апестігуа (ісп. Sebastian Apesteguia) «El Ninja» і давньогрецьке слово τιτάν — гігант. Видовий епітет дано на честь таксидерміста Рохеліо Сапати (ісп. Rogelio Zapata).